# 許國璋 (軍人)
許國璋（1898年—1943年11月21日 †），字宪廷，四川成都人，追晋陆军中將、川军将领。為抗日战争中陣亡的中國軍方高級將領之一。

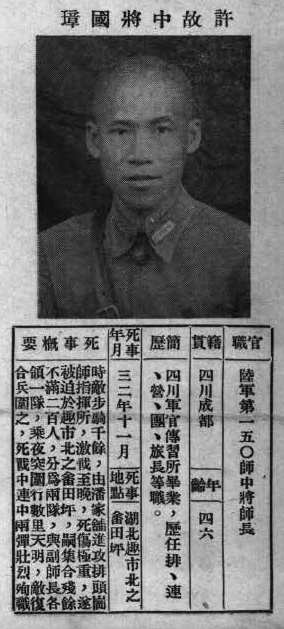
《抗戰軍人忠烈錄》（第一輯）中的許國璋烈士遺像

父許作宗，遜清將弁，嘗立功川藏間。將軍少聰穎，好武略，卓然有乃父風。

## 生平
1898年生于成都一个贫苦农民家庭。自幼好学，熟读史书。1917年，孙中山发动护法运动，许国璋投笔从戎，加入川军第二师。此后屡建战功，升为军佐，送进第二师合川军官传习所学习，以优异成绩毕业。1926年，任国民革命军第二十二军第一师营长。1929年，投奔刘湘的国民革命军第二十一军，任独立第一团营长，送进第二十一军军官研究班学习。1930年，奉命进驻湖北围剿中国工农红军。1934年冬，任国民革命军第二十一军第三师第九旅第二十五团团长。
抗日战争爆发后，1938年6月，许国璋随川军的国民革命军第二十九集团军（由王缵绪组建）出川抗日，同年10月任第六十七军第一六一师第四八三旅少将旅长。行前对家人说：“我出川抗战，身已许国。你们在后方，妻要勤俭过生活，儿要努力读书。我每月除以应得薪金寄助外，要你们自己努力。至于我，望你们不要惦念。”当时他的儿子许应康年仅12岁。
1938年，日军遭台儿庄战役打击后，又发动武汉会战。9月，第五战区长官部决定在黄梅广济地区同日军第六师团决战，保卫田家镇要塞。第六十七军奉命攻打黄梅以南和大金铺的日军，许国璋率领第四八三旅负责攻击大金铺以北梅川的日军。因所部装备十分落后，多次进攻未克，乃转而防御。许国璋亲至前线率部阻击，该部坚守阵地一个月。9月29日，日军陆海空部队联合攻占田家镇要塞。此后日军继续西进，登陆兰溪，进攻浠水、黄冈。第五战区长官部命令第二十九集团军在浠水、上巴河一带掩护第五战区部队转移。同年10月上旬，鄂东上巴河战役爆发，在大炮、飞机掩护下的日军从黄梅、广济方向而来。事先许国璋部占领了侧面阵地，在飞机轰炸下始终未暴露目标，等到日军突破中国军队前沿阵地时，许国璋命令所部突然出击，日军被打退。
1938年10月25日，日军占领武汉，第二十九集团军转移至鄂西。1939年，许国璋部守大洪山，日军接连进攻襄河、石碑，但均被许国璋部击退。在此后三年中，日军两次进攻豫南、窥探鄂西，大洪山防线首当其冲，不断发生战斗，但在许国璋指挥下，大洪山防线一直未失守。
1941年7月，许国璋因战功而升为第一五〇师副师长兼第四四八团团长。1942年8月，升为第一五〇师师长。许国璋曾在武汉及重庆中央训练团受训。
1943年11月，常德会战爆发。在飞机掩护下，日军五个师团及坦克部队、炮兵部队15万余人多路进攻常德。第六战区部署迎击日军，计划将日军压迫在洞庭湖畔歼灭。第十集团军一部在藕池口、宜都间，第二十九集团军一部在华容、藕池口间持久抗击，消耗日军战斗力；主力则向澧水、沅江两岸集结。
1943年11月2日夜，日军攻击前进。许国璋奉命撤到太浮山占领阵地，和太阳山第一六二师策应，袭击日军侧背方向。许国璋部从南县、安乡渡过澧水，但很快进攻津市、安乡的日军突破防线渡过澧水。许国璋当即命第四四九团赴太浮山占领阵地，命第四四八团、第四五〇团分别直插太浮山。但日军行动迅速，封锁了第一五〇师去往太浮山之路，许国璋向南且战且退至常德的门户陬市固守。日军随即进攻，且不断派出援军。许国璋亲上前线，持步枪参加作战，身中两弹，多次昏迷，官兵误以为他已阵亡，准备派员将其运回沅江南岸。许国璋苏醒时，得知日军已经占领陬市，便说：“我是军人，应该战死在沙场，你们准备把我运送到对岸，这是害了我呀。”说完又昏迷，再度苏醒时，摸到睡在身边的卫士的手枪，举枪自杀殉国。时年45岁。
许国璋殉国后，四川各界人士隆重举办追悼会，遗体被运回原籍成都安葬。1944年2月2日，国民政府追晋许国璋为陆军中将。
2014年9月，许国璋被中华人民共和国民政部收入第一批国家级著名抗日英烈名录。外界长期不知道许国璋的后人情况，2014年10月，常德会战研究院、巴蜀抗战研究院等志愿者机构终于在山东济南找到许国璋的儿子许应康，孙子许健（许应康之子）。2015年1月中旬，许应康、许健领到由中华人民共和国民政部颁发的许国璋烈士证书。许应康对四川老家有两个未了心愿，一是找到当年对许应康照顾有加的恩人黎剑候家人，二是由于许国璋的墓地已无存，希望老家能有个纪念许国璋的地方。